# Deval Patrick
Deval Laurdine Patrick (Chicago (Illinois), 31 juli 1956) is een Amerikaanse politicus van de Democratische Partij. Tussen 2007 en 2015 was hij gouverneur van de Amerikaanse staat Massachusetts. Patrick was in 2007 de tweede als gouverneur gekozen Afro-Amerikaan in de geschiedenis van de Verenigde Staten, na Douglas Wilder van Virginia.

## Levensloop
Patrick groeide op zonder vader. Hij ontving een beurs voor Milton Academy in Massaschusetts. Daar studeerde hij in 1974 af. Daarna studeerde hij Amerikaanse en Engelse literatuur aan de Harvard-universiteit. Nadat hij deze opleiding in 1977 had afgerond werkte hij een jaar voor de Verenigde Naties in Afrika. In 1978 keerde Patrick terug naar de Verenigde Staten en studeerde rechten aan Harvard. In 1982 was hij daarmee klaar, maar hij slaagde er tot tweemaal toe niet in toegelaten te worden tot het beroep van advocaat in Californië. Hij werkte daarom als klerk bij rechter Stephen Reinhard bij een federaal Hof van Beroep. Vanaf 1983 werkte Patrick bij de NAACP, de belangrijkste burgerrechtenbeweging voor Afro-Amerikanen. In 1986 maakte hij de overstap naar Hill & Barrow, een rechtenfirma in Boston. In 1990 werd hij daar partner. In deze tijd behandelde hij ook verschillende zaken die de aandacht trokken. Zo was hij de advocaat van Desiree Washington in haar rechtszaak tegen bokser Mike Tyson.
Door president Bill Clinton werd Patrick voorgedragen als assistent-openbaar aanklager en benoemd door de Senaat. Hij hield zich onder andere bezig met mensenhandel, hate crime, geweld tegen abortusklinieken en discriminatie op basis van ras of geslacht. Hij leidde het grootste federale onderzoek tot op dat moment naar een aantal brandstichtingen in synagogen en zwarte kerken. Ook adviseerde hij de regering van Zuid-Afrika met betrekking tot de afschaffing van de apartheid.
Patrick keerde in 1997 terug in de advocatuur. Hij kwam te werken voor Day, Berrt & Howard. In 2000 maakte hij de overstap naar Coca-Cola. In 2004 stapte hij daar op. Hij had van 2004 tot 2006 nog wel zitting in het bestuur van Coca-Cola, evenals dat van Reebok en ACC Capital Holdings.
In 2005 maakte Patrick zijn kandidatuur bekend voor het gouverneurschap van Massachusetts. Hij won de Democratische voorverkiezingen met gemak. Bij de algemene verkiezingen versloeg hij de zittende Republikeinse luitenant-gouverneur Kerry Healey. Als eerste gouverneur besloot Patrick zich niet te laten benoemen binnen in het Massachusetts State House, maar juist buiten. Hiermee wilde hij meer openheid en transparantie uitstralen. In 2010 stelde Patrick zich opnieuw verkiesbaar en versloeg de Republikein Charlie Baker.
Bij zijn aantreden kondigde Patrick aan 1000 nieuwe politiemannen te willen benoemen en de kinderopvang uit te willen breiden. Hij moest terugkomen van zijn voornemens. Zo werden er maar 250 nieuwe agenten benoemd, vanwege de economische recessie waardoor de staat getroffen werd.
Patrick is tegenstander van de doodstraf. Hij is voorstander van het openstellen van het huwelijk voor mensen van dezelfde sekse. Hij probeerde wetgeving te voorkomen waardoor dit niet langer meer mogelijk zou zijn in Massachusetts. Patrick nam in 2010 het initiatief tot strengere voorwaarden aan de verkoop van vuurwapens. In zijn tweede termijn maakte hij gezondheidszorg tot een van zijn prioriteiten. Op dit moment heeft 98 procent van de burgers van zijn staat recht op gezondheidszorg. Dat percentage ligt fors hoger dan in andere staten.
Een voorstel voor 3 grote casino-complexen haalde het niet. Volgens Patrick zou dit plan 20.000 banen creëren en jaarlijks een impuls van 2 miljard dollar geven aan de economie van Massachusetts. Het plan werd echter met een grote meerderheid weggestemd in het Huis van Afgevaardigden van Massachusetts.
Bij de gouverneursverkiezingen van 2014 besloot Patrick zich niet herkiesbaar te stellen voor een derde termijn als gouverneur. De Republikein Charlie Baker, die vier jaar eerder nog door Patrick verslagen werd, wist de verkiezingen te winnen met 2% voorsprong op Patricks Democratische partijgenoot Martha Coakley. Op 8 januari 2015 werd Patrick door Baker opgevolgd als gouverneur van Massachusetts. 
Hoewel Patrick dit zelf ontkende, deden er geruchten de ronde dat hij zich kandidaat zou stellen voor de Amerikaanse presidentsverkiezingen van 2016. Dat gebeurde uiteindelijk niet. Maar binnen de Democratische Partij is de hoop nog niet opgegeven. Met name de kring rond oud-president Barack Obama ziet in hem de ideale kandidaat om in 2020 Donald Trump op te volgen. Patrick zelf heeft zich kandidaat gesteld voor het presidentschap op 14 november 2019. Uiteindelijk werd Joe Biden de Democratische kandidaat voor het presidentschap van 2020.
- Gemeinsame Normdatei: 1174947047
- International Standard Name Identifier: 0000 0000 4647 1140
- Library of Congress Control Number: no99053318
- SNAC: w6jj7pjd
- Virtual International Authority File: 41476762
- WorldCat: E39PBJgXdcffPkCTQBPbDwpkjC